# Motiullah Khan
Motiullah Khan (ur. 31 stycznia 1938 w Bahawalpurze, zm. 12 sierpnia 2022 tamże) – pakistański hokeista na trawie. Trzykrotny medalista olimpijski.
Brał udział w trzech edycjach letnich igrzysk olimpijskich (XVI Letnie Igrzyska Olimpijskie Melbourne 1956, XVII Letnie Igrzyska Olimpijskie Rzym 1960, XVIII Letnie Igrzyska Olimpijskie Tokio 1964), za każdym razem zdobywając medale: złoto w 1960 oraz srebro w 1956 i 1964 roku. Z tym dorobkiem jest jednym z najbardziej utytułowanych pakistańskich hokeistów w historii igrzysk olimpijskich. W reprezentacji Pakistanu, w latach 1956-1968, rozegrał 68 spotkań i zdobył 13 goli. Występował w ataku.